# Совий Яр
Со́вий Яр — ландшафтний заказник загальнодержавного значення в Україні. Розташований у межах Кам'янець-Подільського району Хмельницької області.
Заказник розташований за 30 км від міста Кам'янець-Подільський, між селами Вихватнівці та Крушанівка, неподалік від автошляху Кам'янець-Подільський — Стара Ушиця. Заповідна територія Совиного Яру тягнеться вузькою смугою з півночі на південь по каньйоноподібних схилах долини річки Студениці (ліва притока Дністра).
Площа заказника 827 га. Перебуває у віданні Подільського лісництва Кам'янець-Подільського держлісгоспу (квартали NN20—32). За свою унікальність та живописність Постановою Ради Міністрів Української РСР за № 383 від 03.08.1978 року «Совий Яр» отримав статус державного ландшафтно-ботанічного заказника. Входить до складу національного природного парку «Подільські Товтри».

## Назва

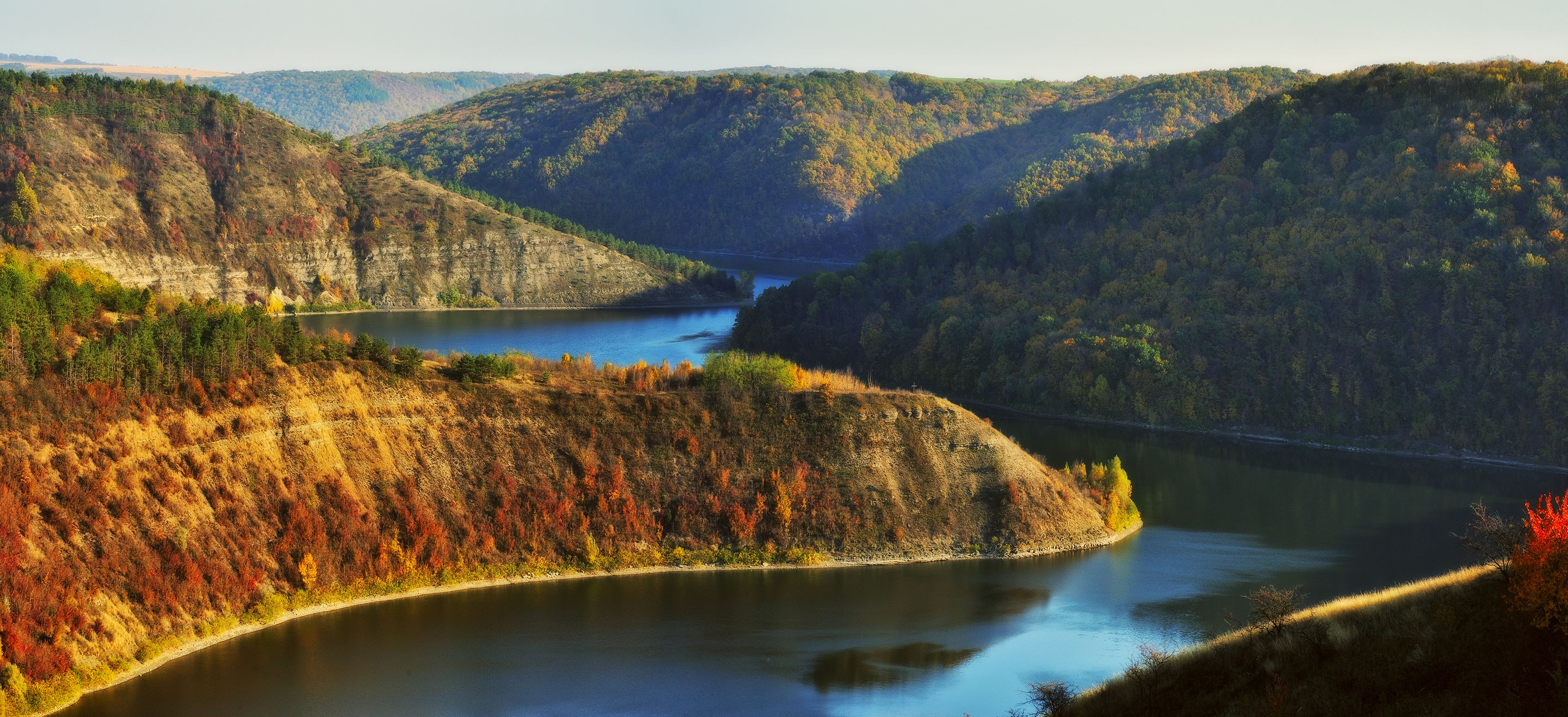
Осінні барви Подільських товтр

Назва заказника походить від назви урочища, в якому колись водилося багато сов.

## Опис
Студениця перетинає товщу корало-рифового бар'єру Сового Яру, що постав з дна теплого і мілководного стародавнього Сарматського моря. Зліва і справа від річки нависли кам'яні громаддя схилів, покритих густими лісовими нетрями. На найвищих місцях біліють вапнякові останці. Жорсткі умови життя не дозволили дубам, ясенам й іншим лісовим породам зайняти їх. Тут знайшли притулок лише витривалі чагарники та чіпкі кальцеофільні трав'янисті рослини.

## Рідкісні види

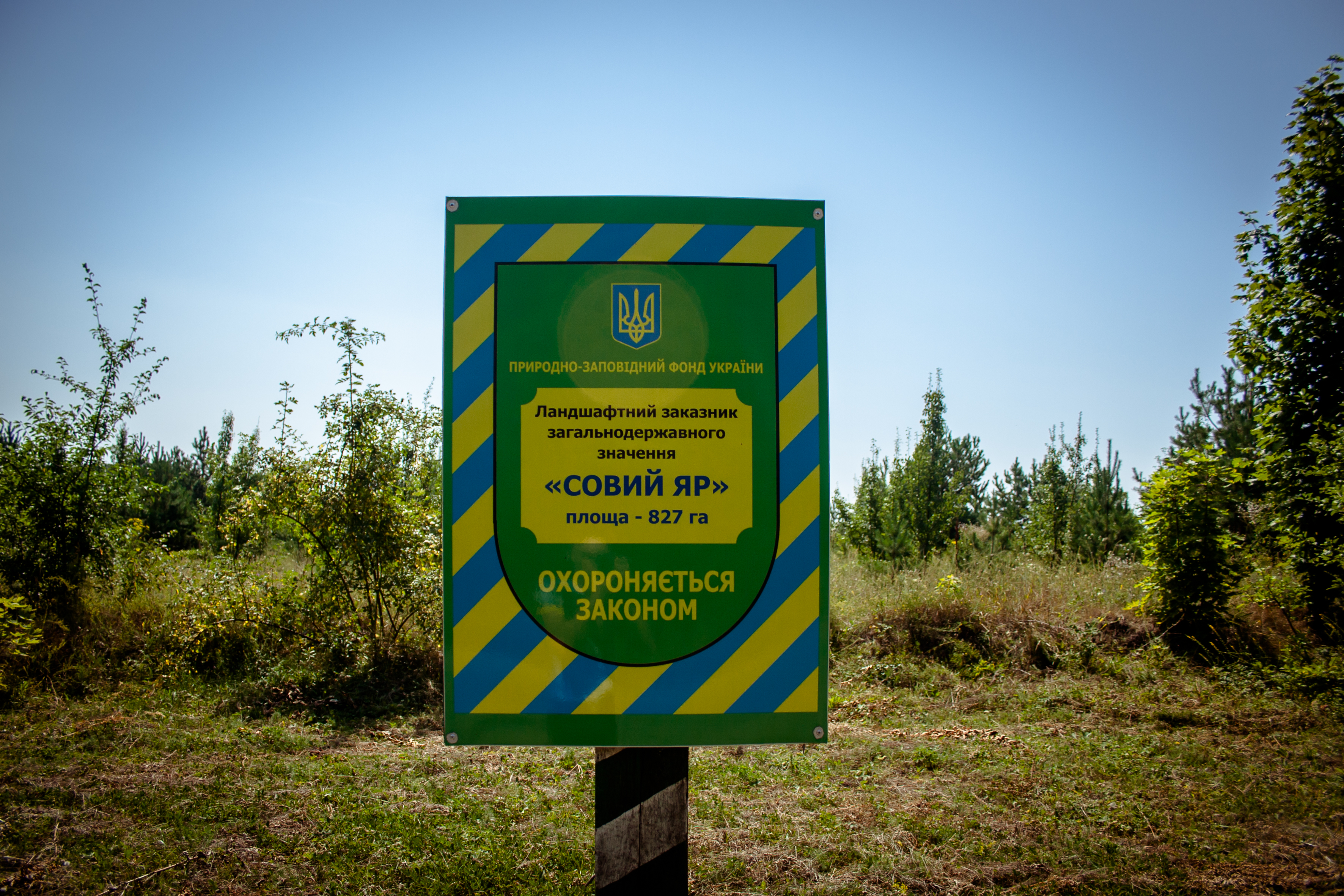
Табличка Совий Яр

У «Совому Яру» є невелика популяція зозулиних черевичків звичайних, яка щорічно милує око своїми неповторними квітами. Також тут зростають рідкісні аконіт Бессера, булатка великоквіткова, коручка чемерникоподібна, любка дволиста, підсніжник звичайний, проліска дволиста, які під кронами дубів, лип, кленів і ясенів, поміж ліщини, калини, бруслини європейської та кизилу створюють квітчастий візерунок від весни до осені.
Ранньою весною степові пагорби вкриваються золотистими та сріблястими келихами бутонів і фіолетових квітів сону великого та сону чорніючого, золотистими голівками горицвіту весняного, а в квітні білопінним цвітом квітують чагарники: терен і глід. Влітку зростають гриби: боровики, підосичники, підберезовики і моховики. У лісі — мохи дікранум, тортула, грімія, евкладіум, які утворюють купинки біля джерел струмків і на вологих місцях, а деякі оселилися серед трав скелястих степових ділянок. Також тут можна побачити лишайники, серед яких кладонії і меланіелії.
Трапляються рідкісні види птахів (змієїд, деркач, осоїд та інші) і ссавців (підковоніс малий, горностай, борсук звичайний, видра річкова).

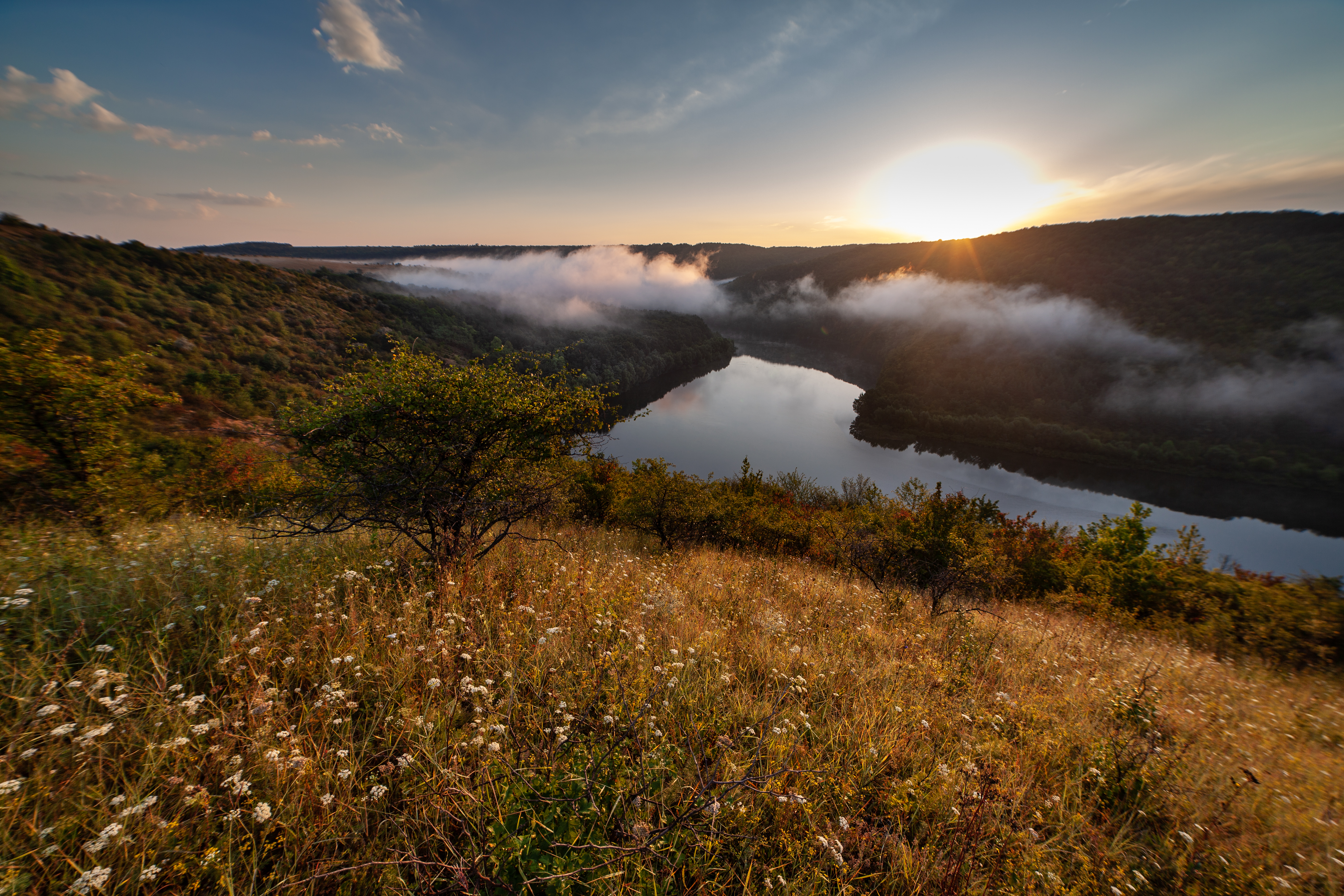
Світанковий настрій у Совиному яру
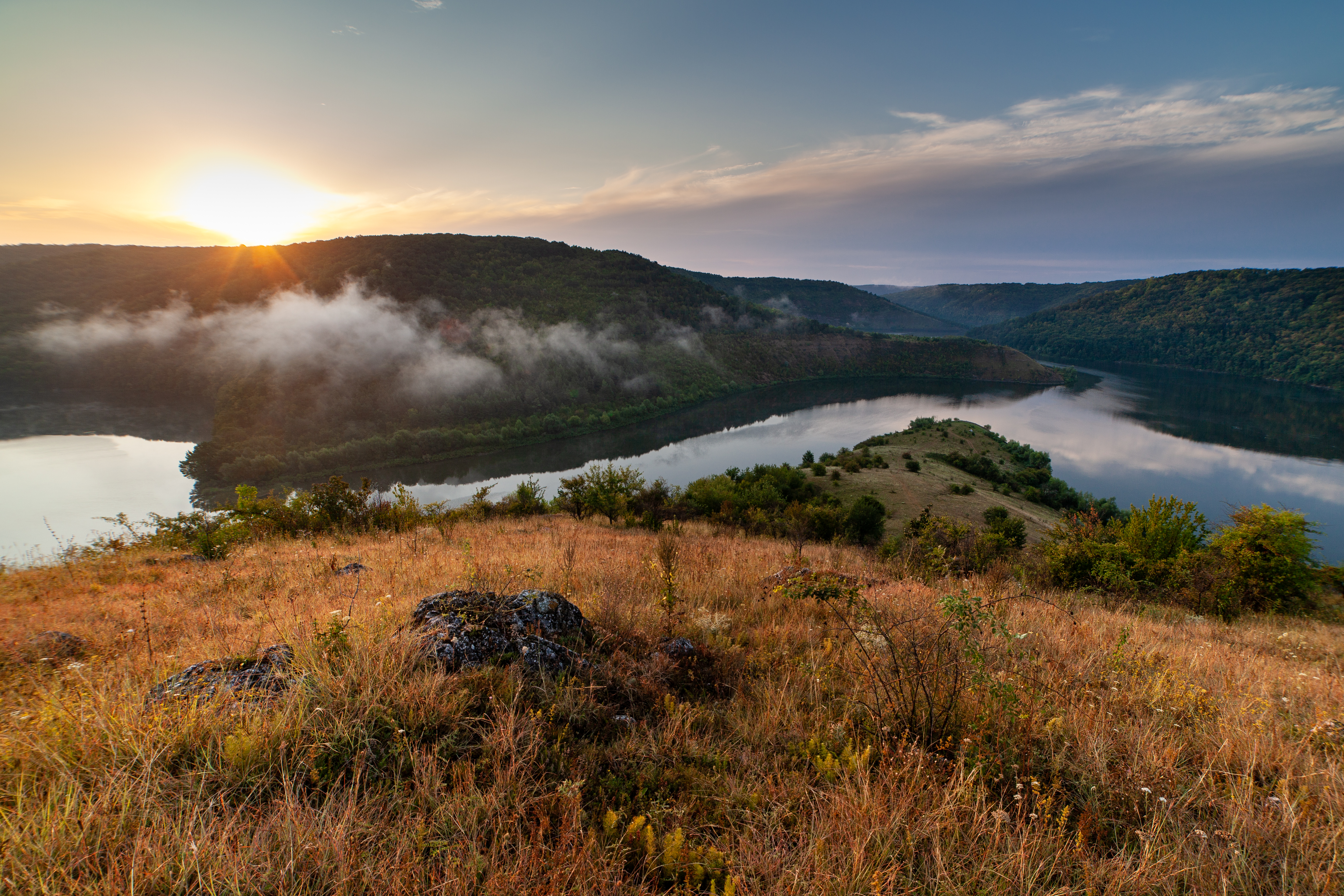
Схід сонця у Совиному яру

На Хмельниччині заказник є одним із найкрасивіших та найбагатших на рослинне і тваринне розмаїття. Ландшафт урочища має велику рекреаційну принаду. Недарма жителі прилеглих сіл називають його за круті горбисті схили «Маленькою Швейцарією».

## Галерея

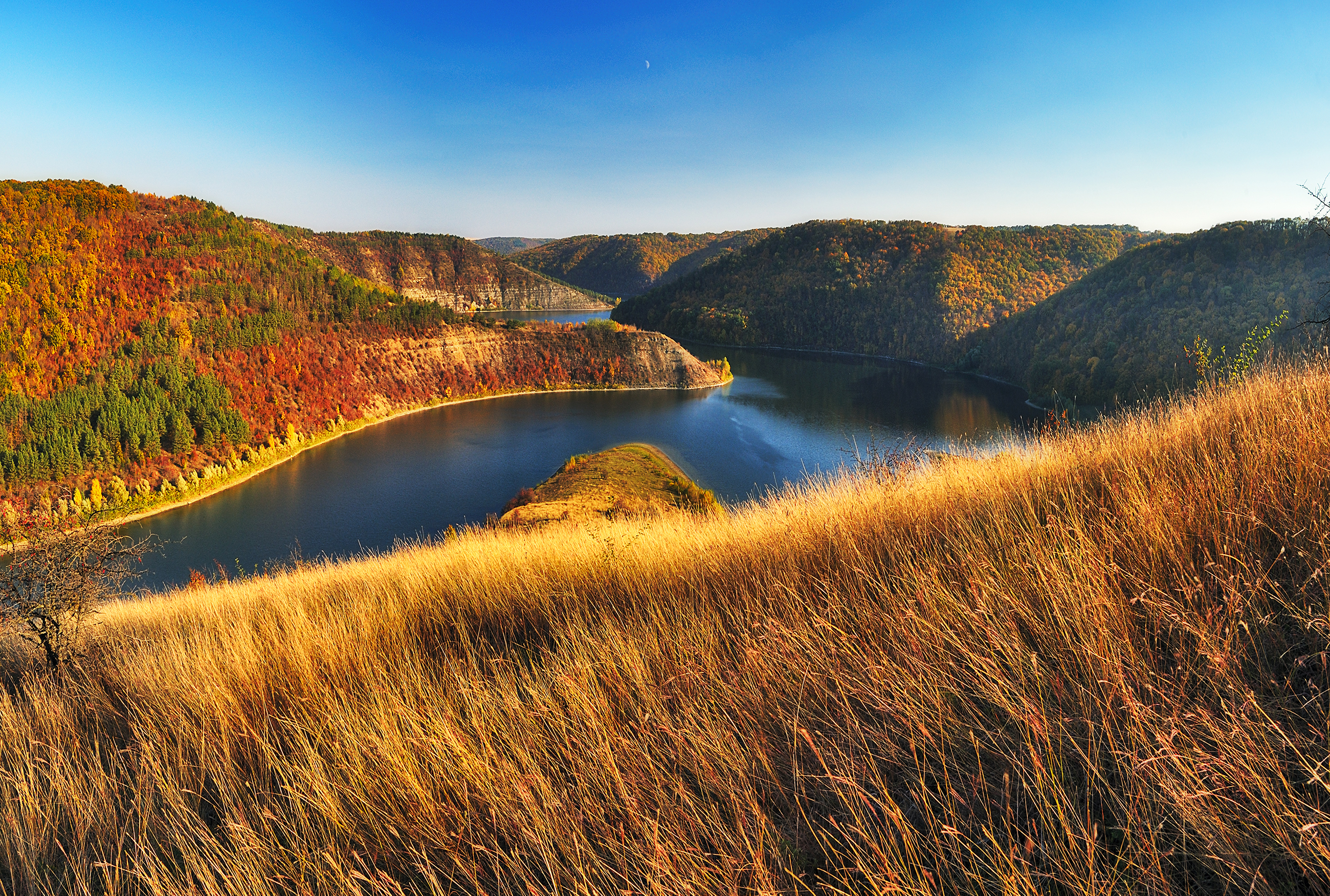
Осінні барви, Совиний Яр
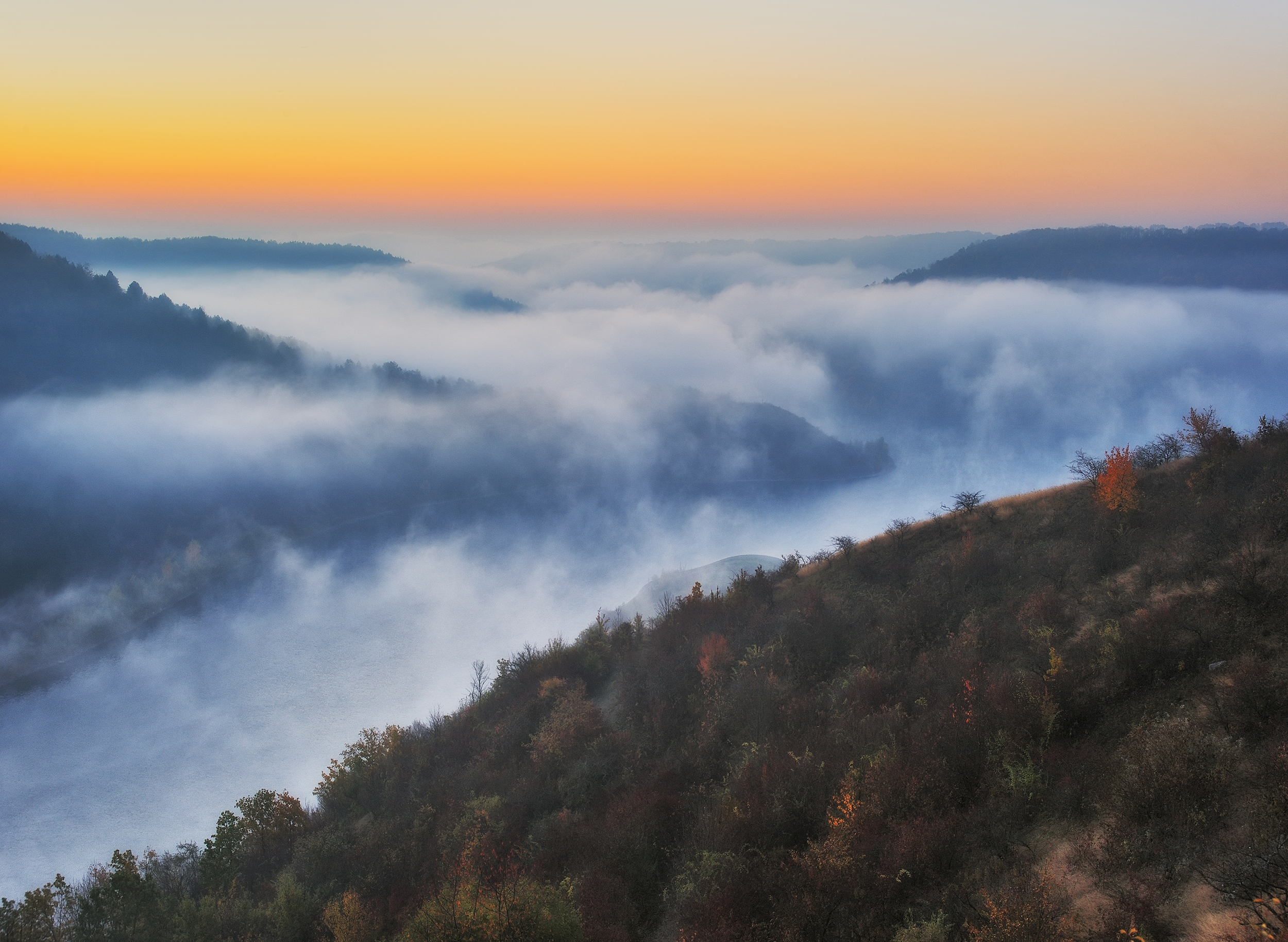
Туман над каньйоном, Совиний Яр
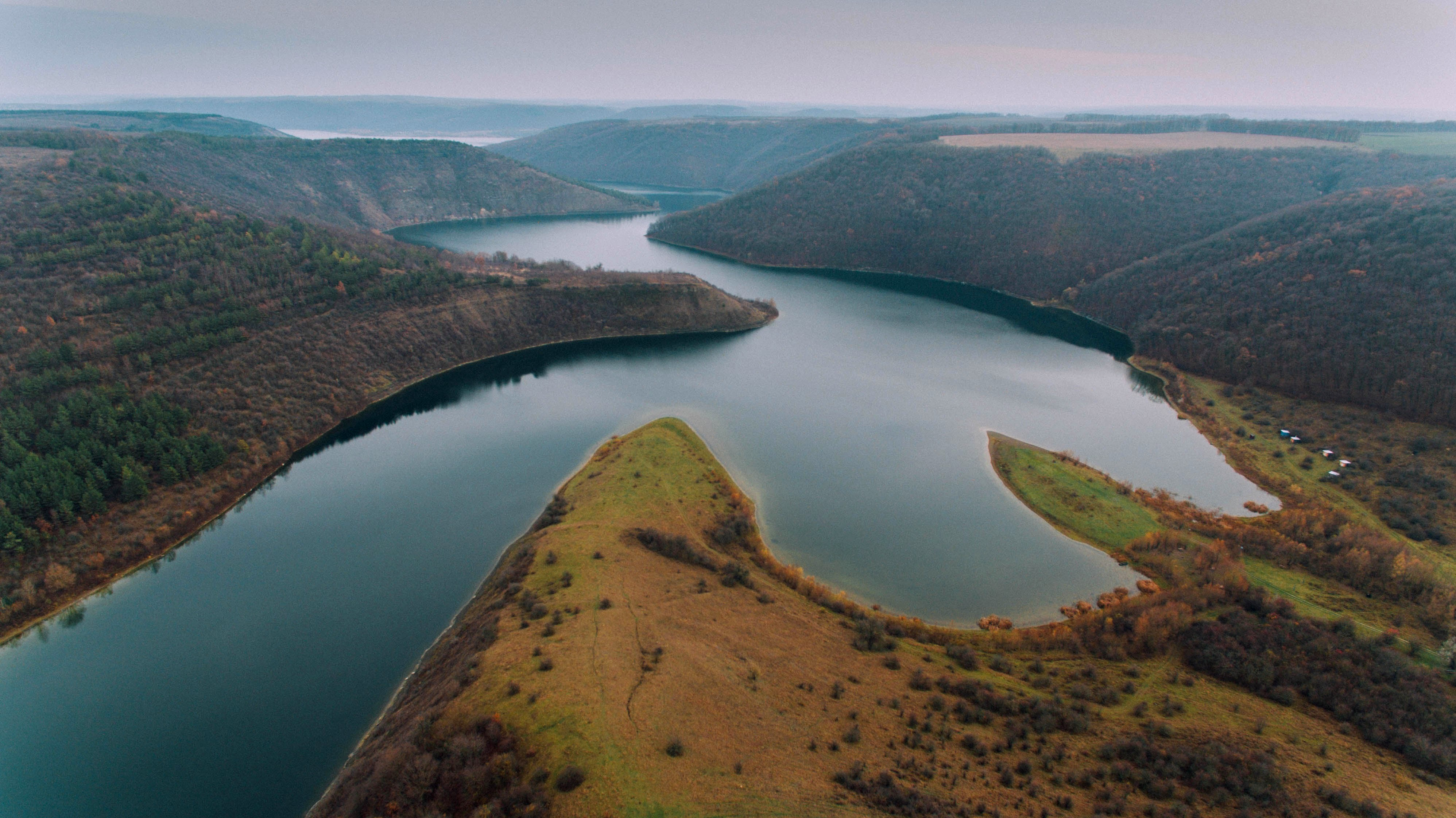
Совиний Яр, річка Студениця притока Дністра
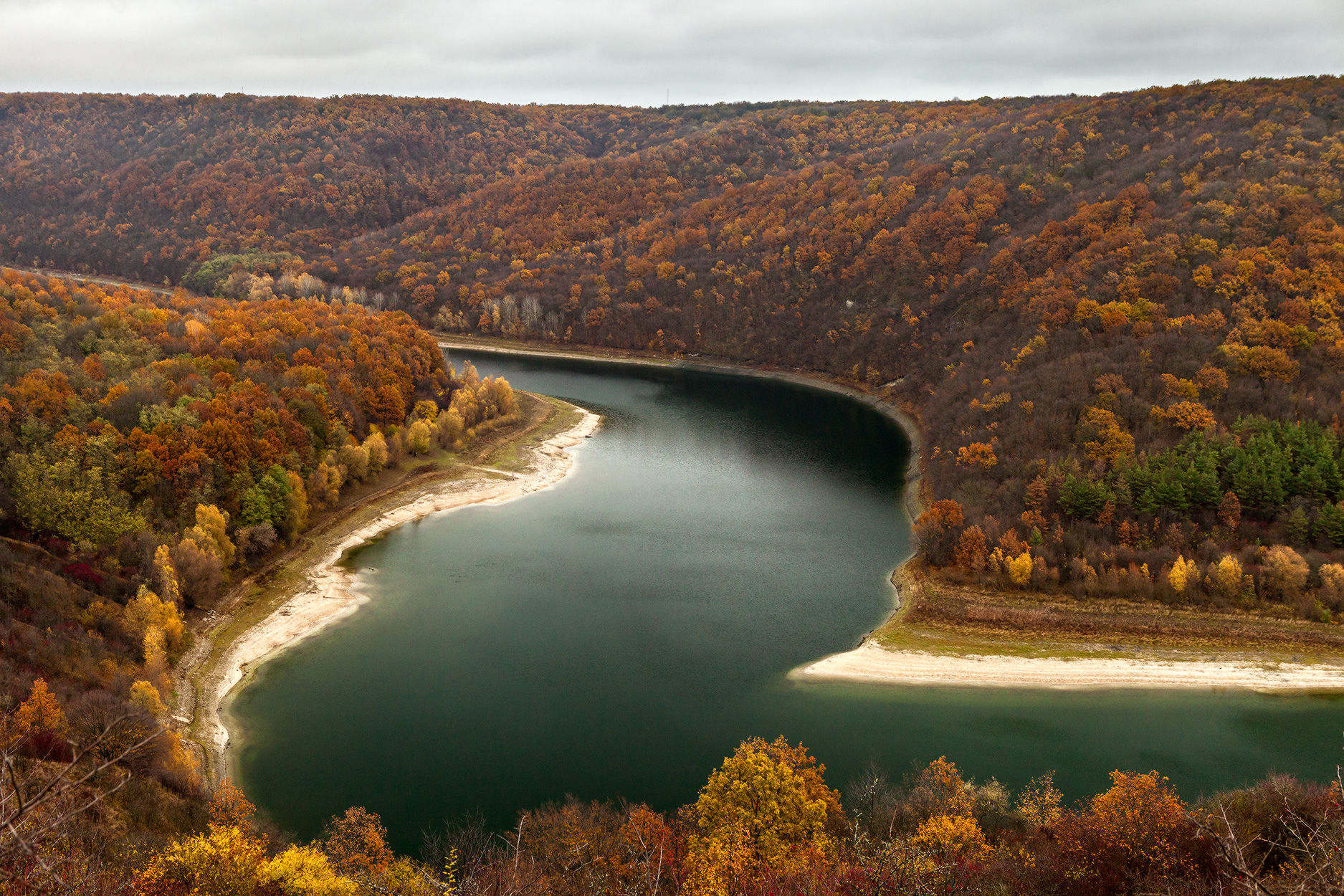
Меандри Студениці
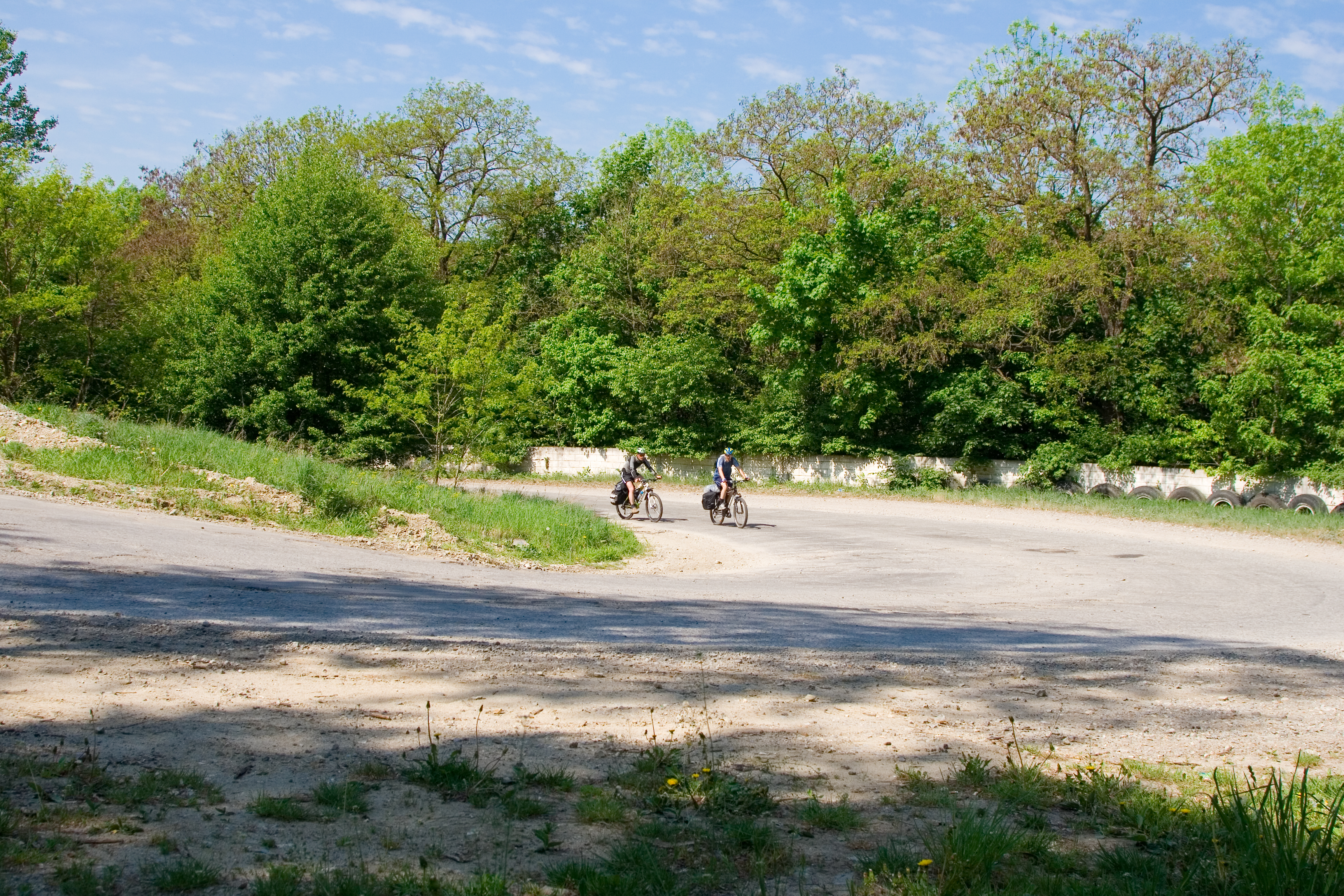
Велосипедисти в Совому яру
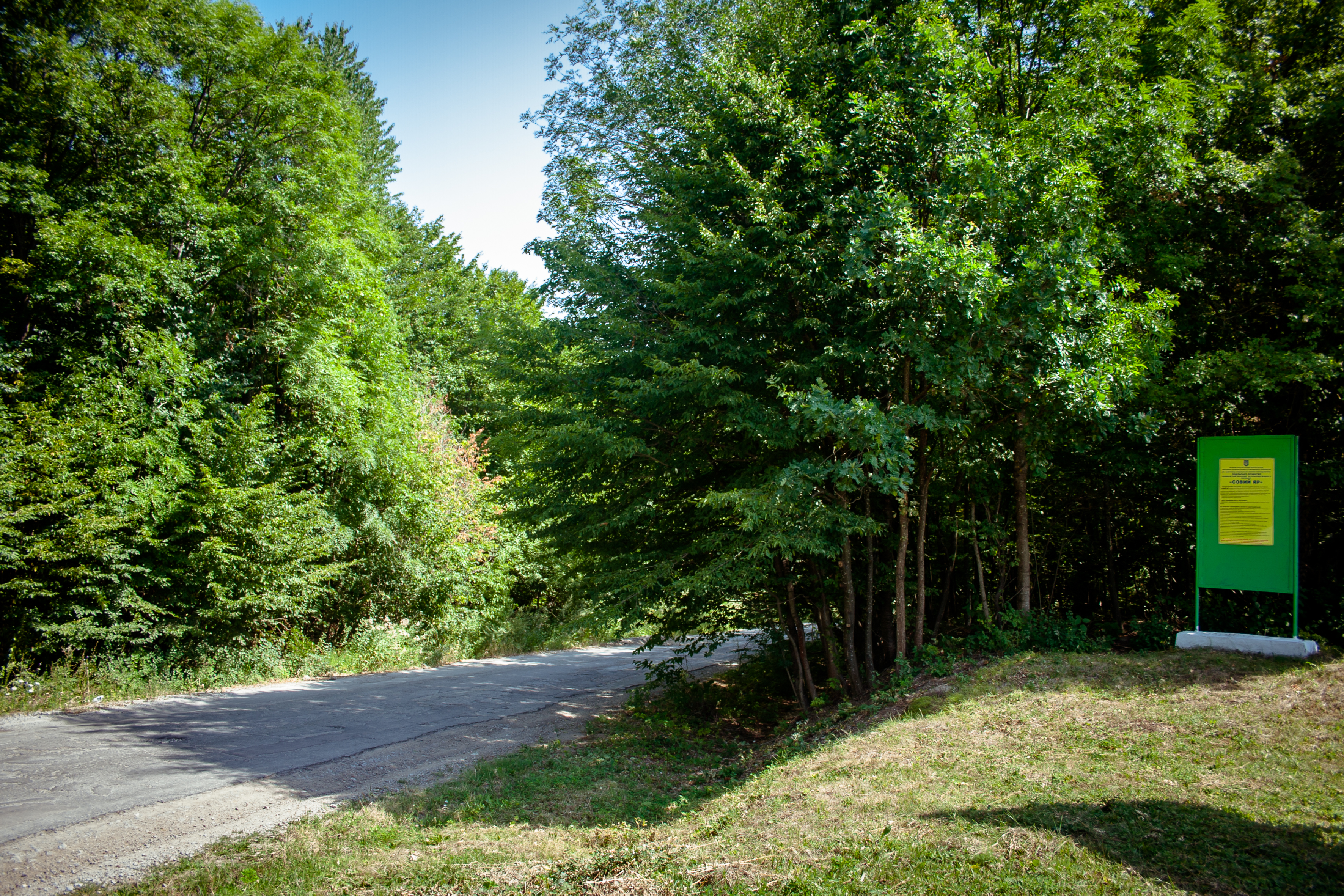
Совий Яр. Спуск з перевалу
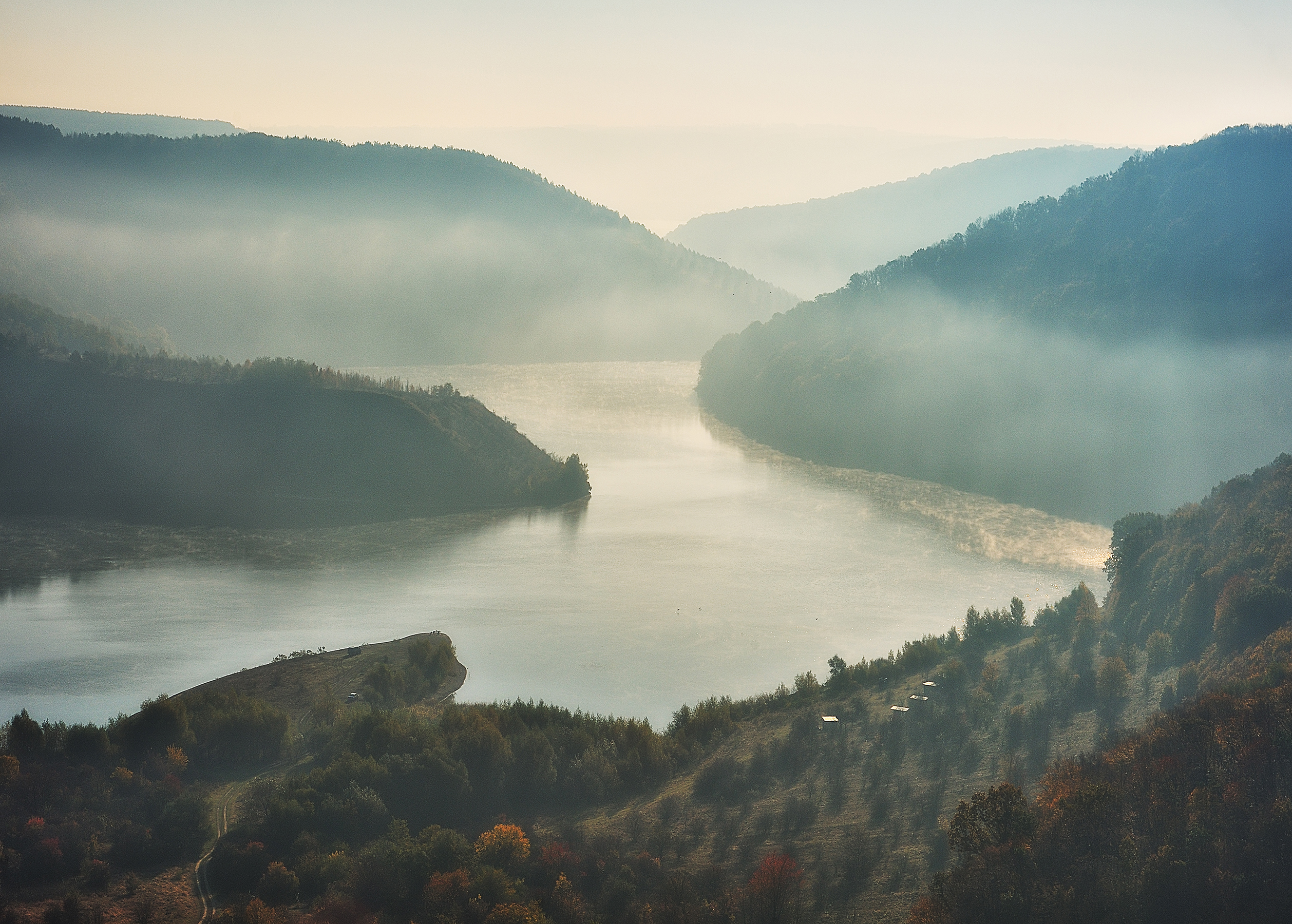
Совиний Яр
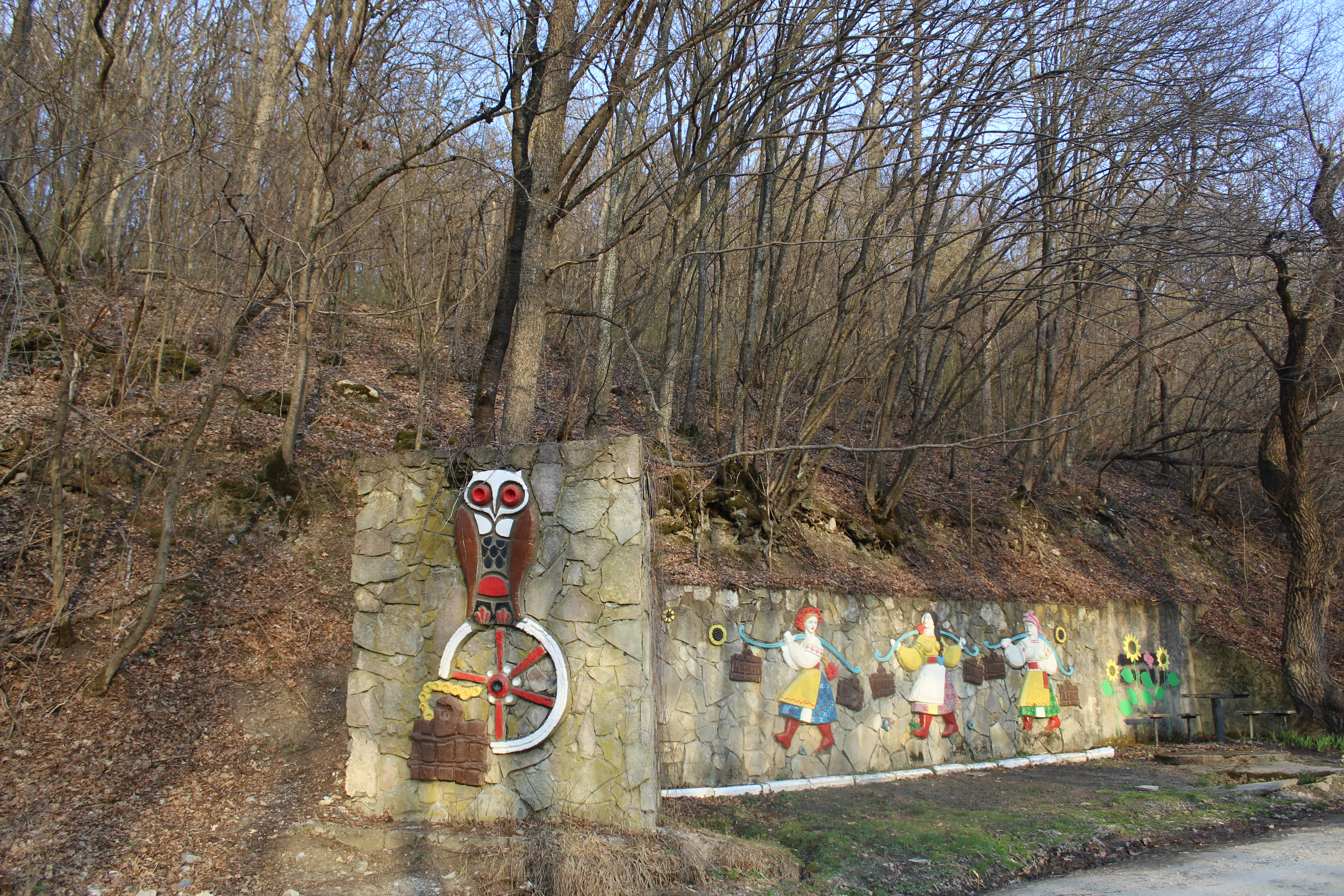
Совий Яр (Кам'янець-Подільський район)
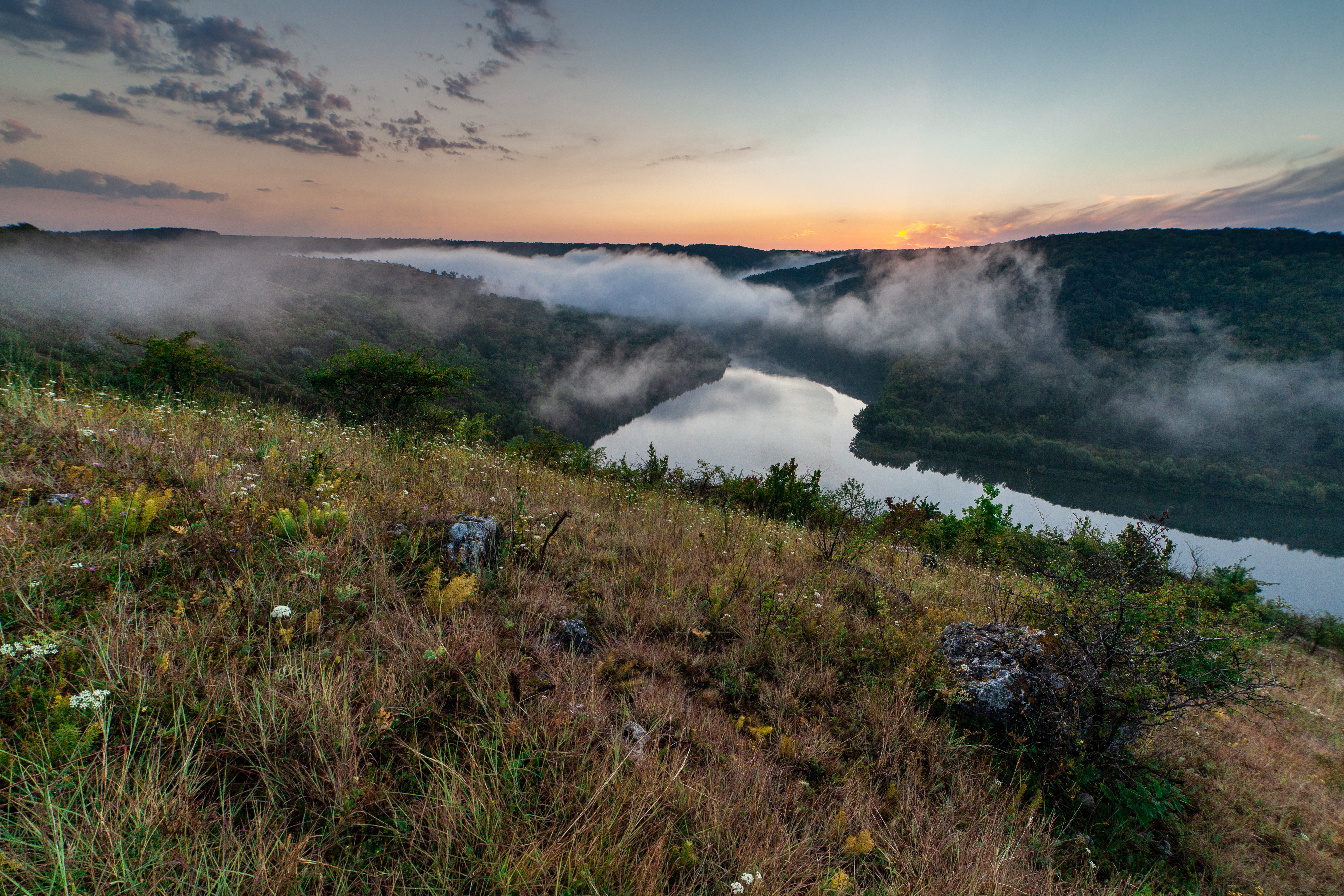
Хмари летять каньйоном річки Студениця
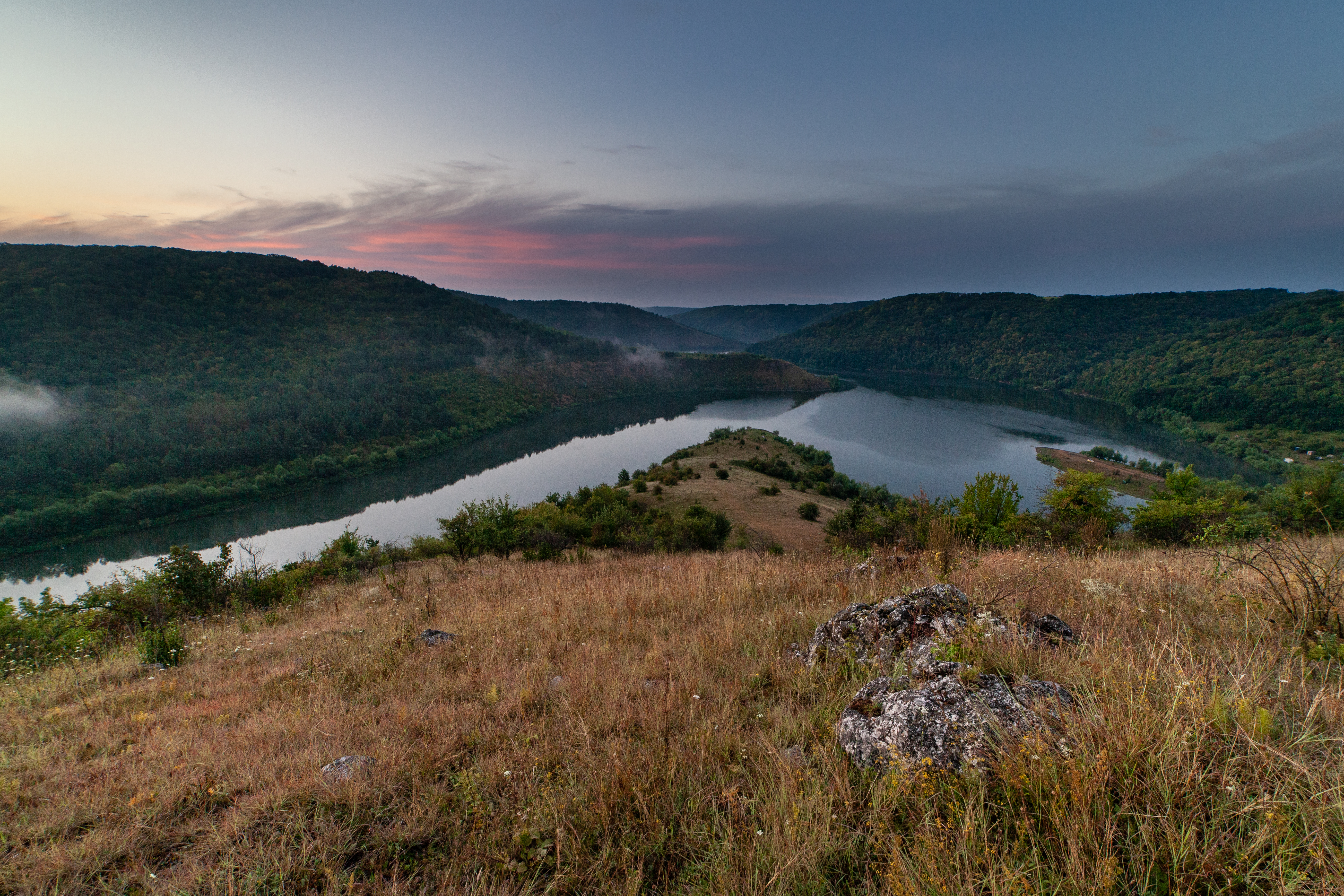
Меандри на річці Студениця
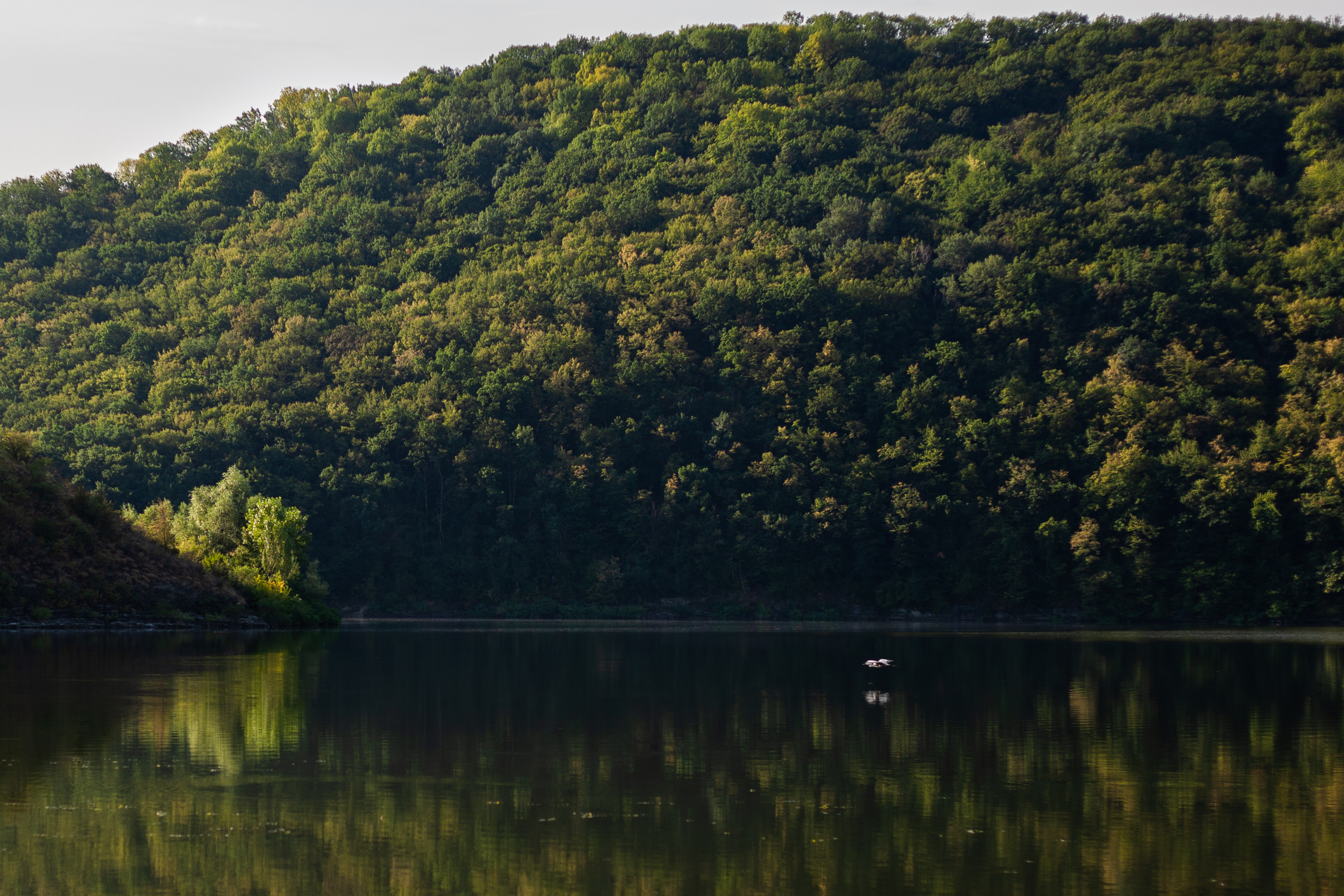
Бузьок пролітає над водою річки Студениця